# 有田千代子
有田 千代子（ありた ちよこ、1949年10月26日 - ）は、日本のチェンバロ奏者、ピアニスト、音楽教育者、桐朋学園大学特任教授。夫の有田正広はフルート奏者。

## 経歴
宮城県仙台市に生まれる。3歳より母親の手ほどきでピアノをはじめ、伊藤昌子、瀬戸堯子に師事。桐朋学園女子高等学校を経て桐朋学園大学に入学し、ピアノを井口秋子、チェンバロを鍋島元子、室内楽を齋藤秀雄に師事する。1972年桐朋を卒業し、ベルギーのモンス王立音楽院に留学。ロベール・コーエンにチェンバロを、ヴィーラント・クイケンに室内楽を学ぶ。1974年に栄誉賞付きプルミエ・プリを得て卒業。オランダ・ベルギーでジョイント・コンサートに参加し、1977年には最高栄誉賞付きハイ・ディプロマを獲得。
1978年に帰国し、同時期に帰国した夫の有田正広、花岡和生、本間正史とヴィオラ・ダ・ガンバ奏者の中野哲也とともに「オトテール・アンサンブル」を結成、1979年に『18世紀フランスの室内楽』でドイツ・グラモフォンの古楽レーベル、アルヒーフからレコードデビューし、芸術祭優秀賞（レコード部門、昭和54年）を獲得する。
1979年、新設された桐朋の古楽科の講師に就任。国立音楽大学でも非常勤講師を務めた。
1988年に有田正広主催で結成された「東京バッハ・モーツァルト・オーケストラ」およびその後身の「クラシカル・プレイヤーズ東京」のメンバーとしてチェンバロ、フォルテピアノ、ロマン・ピアノの奏者として多くの公演と録音に参加。その後も多くのレコード・CDの録音やリサイタルで伴奏やソロ活動を行う。

## 著作
- 『ラ・フォリア: コレッリ&マレ FLUTE REPERTOIRE』 編集:有田正広 通奏低音実施:有田千代子（音楽之友社、2017年）ISBN 4276921988, 9784276921986

## ディスコグラフィー
- 『ラモ、コンセールによるクラヴサン曲集』若松夏美（ヴァイオリン）、ヴィーラント・クイケン（ヴィオラ・ダ・ガンバ）、有田正広（フラウト・トラヴェルソ）、1991年録音、デンオン・アリアーレ（日本コロムビア、1992年）
- 『バッハとの対話』2009年録音、ALMRecord（コジマ録音、2010年）